# Saint-Sulpice-et-Cameyrac
Saint-Sulpice-et-Cameyrac település Franciaországban, Gironde megyében. Lakosainak száma 4879 fő (2022. január 1.). Saint-Sulpice-et-Cameyrac Izon, Beychac-et-Caillau, Montussan, Saint-Loubès és Vayres községekkel határos.

## Népesség
A település népessége az elmúlt években az alábbi módon változott:
| Lakosok száma | 1406 | 3215 | 3520 | 4199 | 4552 | 4565 | 4614 | 4762 | 4848 | 4879 |
|               | 1968 | 1982 | 1990 | 2006 | 2013 | 2015 | 2017 | 2019 | 2020 | 2022 |